# Racing Club de Strasbourg 1979-1980
Questa voce raccoglie le informazioni riguardanti il Racing Club de Strasbourg nelle competizioni ufficiali della stagione 1979-1980.

## Stagione
Al termine della stagione che consegnò allo Strasburgo il primo titolo nazionale, la presidenza della società fu assunta da André Bord, ex uomo politico già presente in società come presidente della sezione polisportiva. La nuova dirigenza mise in atto una campagna acquisti di rilievo, portando a Strasburgo elementi noti come Carlos Bianchi (che avrebbe dovuto rilevare l'eredità di Albert Gemmrich, ceduto al Bordeaux) e François Bracci.
Il tentativo di innalzare il livello tecnico della squadra si rivelò un'arma a doppio taglio perché la squadra concluse il campionato ben lontano dalle posizioni di vertice e scatenò il malcontento da parte di Gress, trovatosi con a disposizione alcuni elementi incompatibili con i suoi schemi di gioco. Unica nota positiva della squadra in quella stagione fu il cammino in Coppa dei Campioni, in cui lo Strasburgo arrivò fino ai quarti di finale dove fu fermato all'Ajax.

## Maglie e sponsor
Lo sponsor tecnico per la stagione 1979-1980 è Adidas, mentre lo sponsor ufficiale è CMDP. In alcune occasioni venne utilizzata una maglia bordata con i colori della bandiera francese, che indicavano la squadra detentrice del titolo nazionale.
| Manica sinistra · Manica sinistra · Maglietta · Maglietta · Manica destra · Manica destra · Pantaloncini · Calzettoni · Calzettoni | Manica sinistra · Manica sinistra · Maglietta · Maglietta · Manica destra · Manica destra · Pantaloncini · Calzettoni · Calzettoni |

## Organigramma societario
Area direttiva
- Presidente: André Bord
- Vice presidente: René Maechler

Area organizzativa
- Segretario generale: Jean-Michel Colin

Area marketing
- Ufficio marketing: Patrice Harquel

Area tecnica
- Allenatore: Gilbert Gress

Area sanitaria
- Medico sociale: Dany Eberhardt

## Rosa
| N. |                     | Ruolo | Calciatore          |
| -- | ------------------- | ----- | ------------------- |
|    | Francia (bandiera)  | P     | Dominique Dropsy    |
|    | Francia (bandiera)  | P     | Patrick Ottmann     |
|    | Francia (bandiera)  | D     | François Bracci     |
|    | Francia (bandiera)  | D     | Raymond Domenech    |
|    | Francia (bandiera)  | D     | Jacques Glassmann   |
|    | Francia (bandiera)  | D     | Jean-François Jodar |
|    | Francia (bandiera)  | D     | Jean-Jacques Marx   |
|    | Francia (bandiera)  | D     | Jacques Novi        |
|    | Francia (bandiera)  | D     | Léonard Specht      |
|    | Francia (bandiera)  | D     | Arsène Wenger       |
|    | Francia (bandiera)  | C     | Francis Barthel     |
|    | Svizzera (bandiera) | C     | Michel Decastel     |

| N. |                      | Ruolo | Calciatore       |
| -- | -------------------- | ----- | ---------------- |
|    | Francia (bandiera)   | C     | René Deutschmann |
|    | Francia (bandiera)   | C     | Roger Jouve      |
|    | Francia (bandiera)   | C     | Francis Piasecki |
|    | Francia (bandiera)   | C     | Richard Veras    |
|    | Francia (bandiera)   | C     | Rémi Vogel       |
|    | Francia (bandiera)   | A     | Serge Bex        |
|    | Argentina (bandiera) | A     | Carlos Bianchi   |
|    | Francia (bandiera)   | A     | Remy Gentes      |
|    | Francia (bandiera)   | A     | Pascal Greiner   |
|    | Francia (bandiera)   | A     | Joël Tanter      |
|    | Francia (bandiera)   | A     | Roland Wagner    |
|    | Francia (bandiera)   | A     | André Wiss       |

## Calciomercato

### Sessione estiva(da luglio a settembre)
| Acquisti | Acquisti            | Acquisti            | Acquisti |
| R.       | Nome                | da                  | Modalità |
| -------- | ------------------- | ------------------- | -------- |
| D        | Jean-François Jodar | Olympique Lione     |          |
| D        | François Bracci     | Olympique Marsiglia |          |
| C        | Michel Decastel     | Neuchâtel Xamax     |          |
| A        | Serge Bex           | Olympique Avignone  |          |
| A        | Carlos Bianchi      | Paris Saint-Germain |          |

| Cessioni | Cessioni          | Cessioni        | Cessioni |
| R.       | Nome              | a               | Modalità |
| -------- | ----------------- | --------------- | -------- |
| D        | Jacky Duguépéroux | Pierrots Vauban |          |
| C        | Bernard Tischner  | Thionville      |          |
| C        | Éric Mosser       |                 |          |
| C        | Yves Ehrlacher    | Lens            |          |
| A        | Albert Gemmrich   | Bordeaux        |          |
| A        | Nabatingue Toko   | Valenciennes    |          |

## Risultati

### Division 1

#### Girone di andata
| Arbitro: | Bacou |

|             |           |                                  |
| Giresse 50’ | Marcatori | 6’ Wagner 77’ Bianchi 82’ Bracci |

| Arbitro: | Muchembled |

|                                         |           |                           |
| Rey 12’ (aut.) Bianchi 68’ Piasecki 82’ | Marcatori | 51’ Battiston 86’ Zaremba |

| Arbitro: | Delmer |

|                |           |            |
| Cazes 34’, 45’ | Marcatori | 70’ Tanter |

| Arbitro: | Vautrot |

|                              |           |                      |
| Michel 31’ (aut.) Wagner 46’ | Marcatori | 1’ Bossis 20’ Amisse |

| Arbitro: | Vigliani |

|  |           |                 |
|  | Marcatori | 10’, 33’ Wagner |

| Arbitro: | Didier |

|                                     |           |                           |
| Decastel 31’ Tanter 45’ Bianchi 75’ | Marcatori | 33’ Pleimelding 44’ Metsu |

| Arbitro: | Lambert |

|            |           |                     |
| Benoît 56’ | Marcatori | 27’ (rig.) Piasecki |

| Arbitro: | Ferrary |

|  |           |              |
|  | Marcatori | 82’ Kostedde |

| Arbitro: | Bacout |

|            |           |                                  |
| Temine 82’ | Marcatori | 41’ Deutschmann 54’, 81’ Bianchi |

| Arbitro: | Lopez |

|                             |           |           |
| Bianchi 23’ Deutschmann 72’ | Marcatori | 41’ Floch |

| Arbitro: | Verbecke |

|                                      |           |             |
| Dalger 25’, 60’ Noguès 67’ Petit 87’ | Marcatori | 45’ Bianchi |

| Arbitro: | Girard |

|  |           |            |
|  | Marcatori | 61’ M'Pelé |

| Arbitro: | Didier |

|                            |           |                                                                    |
| Antić 12’, 85’ Neubert 63’ | Marcatori | 6’ (aut.) Curbalo 21’ Deutschmann 55’ Decastel 79’ (rig.) Piasecki |

| Arbitro: | Vautrot |

|             |           |  |
| Bianchi 67’ | Marcatori |  |

| Arbitro: | Ferrary |

|                |           |  |
| Beltramini 41’ | Marcatori |  |

| Nîmes 10 novembre 1979 16ª giornata | Nîmes       | 0 – 0 referto | Strasburgo | Stade Jean Bouin (11.408 spett.)\| Arbitro: \| Di Bernardo \| |
| Arbitro:                            | Di Bernardo |               |            |                                                               |

| Arbitro: | Biguet |

|                                |           |           |
| Wagner 26’ Piasecki 85’ (rig.) | Marcatori | 75’ Vésir |

| Arbitro: | Martin |

|             |           |  |
| Lecornu 57’ | Marcatori |  |

| Arbitro: | Benali |

|                         |           |                               |
| Decastel 33’ Wagner 65’ | Marcatori | 13’, 66’ Ferri 23’ Castellani |

#### Girone di ritorno
| Metz 8 dicembre 1979 20ª giornata | Metz     | 0 – 0 referto | Strasburgo | Stade Saint-Symphorien (8.648 spett.)\| Arbitro: \| Vigliani \| |
| Arbitro:                          | Vigliani |               |            |                                                                 |

| Arbitro: | Didier |

|              |           |  |
| Decastel 31’ | Marcatori |  |

| Arbitro: | Lambert |

|                               |           |              |
| Rampillon 26’ Marx 40’ (aut.) | Marcatori | 13’ Piasecki |

| Arbitro: | Bouillet |

|                            |           |            |
| Marx 10’, 73’ Decastel 26’ | Marcatori | 27’ Xuereb |

| Arbitro: | Vigliani |

|                                |           |  |
| Dos Santos 26’ Pleimelding 36’ | Marcatori |  |

| Arbitro: | Di Bernardo |

|  |           |             |
|  | Marcatori | 30’ Stopyra |

| Laval 23 febbraio 1980 26ª giornata | Laval  | 0 – 0 referto | Strasburgo | Stade Francis Le Basser (7.369 spett.)\| Arbitro: \| Martin \| |
| Arbitro:                            | Martin |               |            |                                                                |

| Arbitro: | Benali |

|                   |           |            |
| Truqui 48’ (aut.) | Marcatori | 60’ Florès |

| Arbitro: | Dailly |

|                     |           |                                           |
| Floch 12’ Vabeć 75’ | Marcatori | 5’, 62’ Specht 30’, 67’ Gentes 88’ Bracci |

| Arbitro: | Didier |

|              |           |         |
| Piasecki 80’ | Marcatori | 5’ Emon |

| Arbitro: | Lopez |

|             |           |              |
| Lacombe 63’ | Marcatori | 56’ Decastel |

| Arbitro: | Delmer |

|                |           |  |
| Deutschmann 3’ | Marcatori |  |

| Arbitro: | Delmer |

|                         |           |          |
| Platini 11’ Roussey 90’ | Marcatori | 30’ Wiss |

| Arbitro: | Verbecke |

|                    |           |  |
| Marx 7’ Gentes 58’ | Marcatori |  |

| Arbitro: | Martin |

|            |           |  |
| Gentes 65’ | Marcatori |  |

| Arbitro: | Bourgeois |

|          |           |           |
| Toko 13’ | Marcatori | 5’ Specht |

| Arbitro: | Didier |

|                                                   |           |  |
| Greiner 12’, 35’ Decastel 62’ Domenech 84’ (rig.) | Marcatori |  |

| Arbitro: | Biguet |

|                                                                    |           |              |
| Buscher 2’ Bjeković 11’ Sanchez 22’, 35’ Morabito 29’ Bousdira 55’ | Marcatori | 79’ Decastel |

| Arbitro: | Lambert |

|                                      |           |  |
| Piasecki 2’, 24’ Novi 28’ Gentes 89’ | Marcatori |  |

### Coppa di Francia
| Arbitro: | Boyer |

|                                                          |           |  |
| Piasecki 32’ Marx 33’ Stassievitch 65’ (aut.) Wagner 80’ | Marcatori |  |

| Arbitro: | Delmer |

|                             |           |  |
| Bjeković 32’ Castellani 37’ | Marcatori |  |

| Arbitro: | Vautrot |

|                    |           |  |
| Barraja 37’ (aut.) | Marcatori |  |

### Coppa dei Campioni
| Arbitro: | Einbeck |

|           |           |                   |
| Ervik 81’ | Marcatori | 44’, 74’ Piasecki |

| Arbitro: | Attley |

|                                    |           |  |
| Bianchi 13’, 69’, 39’ Decastel 76’ | Marcatori |  |

| Arbitro: | Beck |

|                  |           |  |
| Vízek 10’ (rig.) | Marcatori |  |

| Arbitro: | Lamo Castillo |

|                            |           |  |
| Piasecki 67’ Decastel 116’ | Marcatori |  |

| Strasburgo 5 marzo 1980, ore 20:00 Quarti di finale - Andata | Strasburgo | 0 – 0 referto | Ajax | Stade de la Meinau (20.000 spett.)\| Arbitro: \| Wöhrer \| |
| Arbitro:                                                     | Wöhrer     |               |      |                                                            |

| Arbitro: | Courtney |

|                                                  |           |  |
| Schoenaker 34’ Arnesen 37’ Lerby 56’ La Ling 89’ | Marcatori |  |

## Statistiche

### Statistiche di squadra
| Competizione       | Punti | In casa | In casa | In casa | In casa | In casa | In casa | In trasferta | In trasferta | In trasferta | In trasferta | In trasferta | In trasferta | Totale | Totale | Totale | Totale | Totale | Totale | DR  |
| Competizione       | Punti | G       | V       | N       | P       | Gf      | Gs      | G            | V            | N            | P            | Gf           | Gs           | G      | V      | N      | P      | Gf     | Gs     | DR  |
| ------------------ | ----- | ------- | ------- | ------- | ------- | ------- | ------- | ------------ | ------------ | ------------ | ------------ | ------------ | ------------ | ------ | ------ | ------ | ------ | ------ | ------ | --- |
| Division 1         | 43    | 19      | 12      | 3       | 4       | 33      | 20      | 19           | 5            | 6            | 8            | 25           | 30           | 38     | 17     | 9      | 12     | 58     | 50     | +8  |
| Coppa di Francia   | -     | 2       | 2       | 0       | 0       | 5       | 0       | 1            | 1            | 0            | 0            | 0            | 2            | 3      | 2      | 0      | 1      | 5      | 2      | +3  |
| Coppa dei Campioni | -     | 3       | 2       | 1       | 0       | 7       | 0       | 3            | 1            | 0            | 2            | 2            | 7            | 6      | 3      | 2      | 2      | 9      | 7      | +2  |
| Totale             | -     | 24      | 16      | 4       | 4       | 45      | 20      | 23           | 7            | 6            | 10           | 27           | 39           | 47     | 22     | 11     | 14     | 72     | 59     | +13 |

### Andamento in campionato
| Giornata  | 1 | 2 | 3 | 4 | 5 | 6 | 7 | 8 | 9 | 10 | 11 | 12 | 13 | 14 | 15 | 16 | 17 | 18 | 19 | 20 | 21 | 22 | 23 | 24 | 25 | 26 | 27 | 28 | 29 | 30 | 31 | 32 | 33 | 34 | 35 | 36 | 37 | 38 |
| --------- | - | - | - | - | - | - | - | - | - | -- | -- | -- | -- | -- | -- | -- | -- | -- | -- | -- | -- | -- | -- | -- | -- | -- | -- | -- | -- | -- | -- | -- | -- | -- | -- | -- | -- | -- |
| Luogo     | T | C | T | C | T | C | T | C | T | C  | T  | C  | T  | C  | T  | T  | C  | T  | C  | T  | C  | T  | C  | T  | C  | T  | C  | T  | C  | T  | C  | T  | C  | C  | T  | C  | T  | C  |
| Risultato | V | V | P | N | V | V | V | P | V | V  | P  | P  | V  | V  | P  | N  | V  | P  | P  | N  | V  | P  | V  | P  | P  | N  | N  | V  | N  | N  | V  | P  | V  | V  | N  | V  | P  | V  |
| Posizione | 2 | 2 | 5 | 7 | 5 | 4 | 6 | 7 | 5 | 4  | 5  | 7  | 6  | 5  | 6  | 6  | 5  | 5  | 6  | 6  | 6  | 7  | 6  | 6  | 6  | 8  | 9  | 6  | 6  | 7  | 6  | 7  | 6  | 5  | 5  | 5  | 5  | 5  |

Fonte:  Classements, su lfp.fr.
Legenda:

Luogo: C = Casa; T = Trasferta. Risultato: V = Vittoria; N = Pareggio; P = Sconfitta.

### Statistiche dei giocatori
| Giocatore      | Division 1 | Division 1 | Division 1  | Division 1 | Coppa di Francia | Coppa di Francia | Coppa di Francia | Coppa di Francia | Coppa dei Campioni | Coppa dei Campioni | Coppa dei Campioni | Coppa dei Campioni | Totale   | Totale | Totale      | Totale     |
| Giocatore      | Presenze   | Reti       | Ammonizioni | Espulsioni | Presenze         | Reti             | Ammonizioni      | Espulsioni       | Presenze           | Reti               | Ammonizioni        | Espulsioni         | Presenze | Reti   | Ammonizioni | Espulsioni |
| -------------- | ---------- | ---------- | ----------- | ---------- | ---------------- | ---------------- | ---------------- | ---------------- | ------------------ | ------------------ | ------------------ | ------------------ | -------- | ------ | ----------- | ---------- |
| F. Barthel     | 0          | 0          | 0           | 0          | -                | -                | -                | -                | -                  | -                  | -                  | -                  | 0        | 0      | 0           | 0          |
| S. Bex         | 2          | 0          | 0           | 0          | -                | -                | -                | -                | -                  | -                  | -                  | -                  | 2        | 0      | 0           | 0          |
| C. Bianchi     | 22         | 8          | 1           | 0          | -                | -                | -                | -                | 3                  | 3                  | 0                  | 0                  | 25       | 11     | 1           | 0          |
| F. Bracci      | 26         | 2          | 0           | 0          | 3                | 0                | 0                | 0                | 4                  | 0                  | 0                  | 0                  | 33       | 2      | 0           | 0          |
| M. Decastel    | 35         | 8          | 0           | 0          | 3                | 0                | 0                | 0                | 5                  | 2                  | 0                  | 0                  | 43       | 10     | 0           | 0          |
| R. Deutschmann | 34         | 4          | 0           | 0          | 2                | 0                | 0                | 0                | 6                  | 0                  | 0                  | 0                  | 42       | 4      | 0           | 0          |
| R. Domenech    | 38         | 1          | 0           | 0          | 3                | 0                | 0                | 0                | 6                  | 0                  | 0                  | 0                  | 47       | 1      | 0           | 0          |
| D. Dropsy      | 38         | -50        | 1           | 0          | 3                | -2               | 0                | 0                | 6                  | -7                 | 0                  | 0                  | 47       | -59    | 1           | 0          |
| R. Gentes      | 10         | 5          | 0           | 0          | 2                | 0                | 0                | 0                | 2                  | 0                  | 0                  | 0                  | 14       | 5      | 0           | 0          |
| J. Glassmann   | 0          | 0          | 0           | 0          | -                | -                | -                | -                | -                  | -                  | -                  | -                  | 0        | 0      | 0           | 0          |
| P. Greiner     | 10         | 2          | 0           | 0          | 3                | 0                | 0                | 0                | -                  | -                  | -                  | -                  | 13       | 2      | 0           | 0          |
| J.F. Jodar     | 28         | 0          | 0           | 0          | 3                | 0                | 0                | 0                | 4                  | 0                  | 0                  | 0                  | 35       | 0      | 0           | 0          |
| R. Jouve       | 12         | 0          | 0           | 0          | 1                | 0                | 0                | 0                | 1                  | 0                  | 0                  | 0                  | 14       | 0      | 0           | 0          |
| J.J. Marx      | 33         | 3          | 1           | 0          | 2                | 1                | 0                | 0                | 3                  | 0                  | 0                  | 0                  | 38       | 4      | 1           | 0          |
| É. Mosser      | 1          | 0          | 0           | 0          | -                | -                | -                | -                | -                  | -                  | -                  | -                  | 1        | 0      | 0           | 0          |
| J. Novi        | 32         | 1          | 0           | 0          | 2                | 0                | 0                | 0                | 6                  | 0                  | 1                  | 0                  | 40       | 1      | 1           | 0          |
| P. Ottmann     | 0          | -0         | 0           | 0          | 0                | -0               | 0                | 0                | 0                  | -0                 | 0                  | 0                  | 0        | -0     | 0           | 0          |
| F. Piasecki    | 37         | 8          | 0           | 0          | 3                | 1                | 0                | 0                | 6                  | 3                  | 1                  | 0                  | 46       | 12     | 1           | 0          |
| L. Specht      | 37         | 3          | 2           | 0          | 3                | 0                | 0                | 0                | 6                  | 0                  | 0                  | 0                  | 46       | 3      | 2           | 0          |
| J. Tanter      | 30         | 2          | 1           | 0          | 2                | 0                | 0                | 0                | 6                  | 0                  | 0                  | 0                  | 38       | 2      | 1           | 0          |
| R. Veras       | 0          | 0          | 0           | 0          | -                | -                | -                | -                | -                  | -                  | -                  | -                  | 0        | 0      | 0           | 0          |
| R. Vogel       | 2          | 0          | 0           | 0          | -                | -                | -                | -                | 1                  | 0                  | 0                  | 0                  | 3        | 0      | 0           | 0          |
| R. Wagner      | 22         | 6          | 0           | 0          | 1                | 1                | 0                | 0                | 5                  | 0                  | 1                  | 0                  | 28       | 7      | 1           | 0          |
| A. Wenger      | 1          | 0          | 0           | 0          | -                | -                | -                | -                | -                  | -                  | -                  | -                  | 1        | 0      | 0           | 0          |
| A. Wiss        | 16         | 1          | 0           | 0          | 1                | 0                | 0                | 0                | -                  | -                  | -                  | -                  | 17       | 1      | 0           | 0          |